# چهترپور
چهترپور (اوریه: ଛତ୍ରପୁର) یک شهرک در هند است که در بخش گنجام واقع شده‌است. چاتراپور ۱۰ کیلومتر مربع مساحت و ۱۳۸٬۲۸۸ نفر جمعیت دارد و ۱۷ متر بالاتر از سطح دریا واقع شده‌است.